# Barbar (Sudan)
Koordinaten: 18° 1′ N, 33° 59′ O

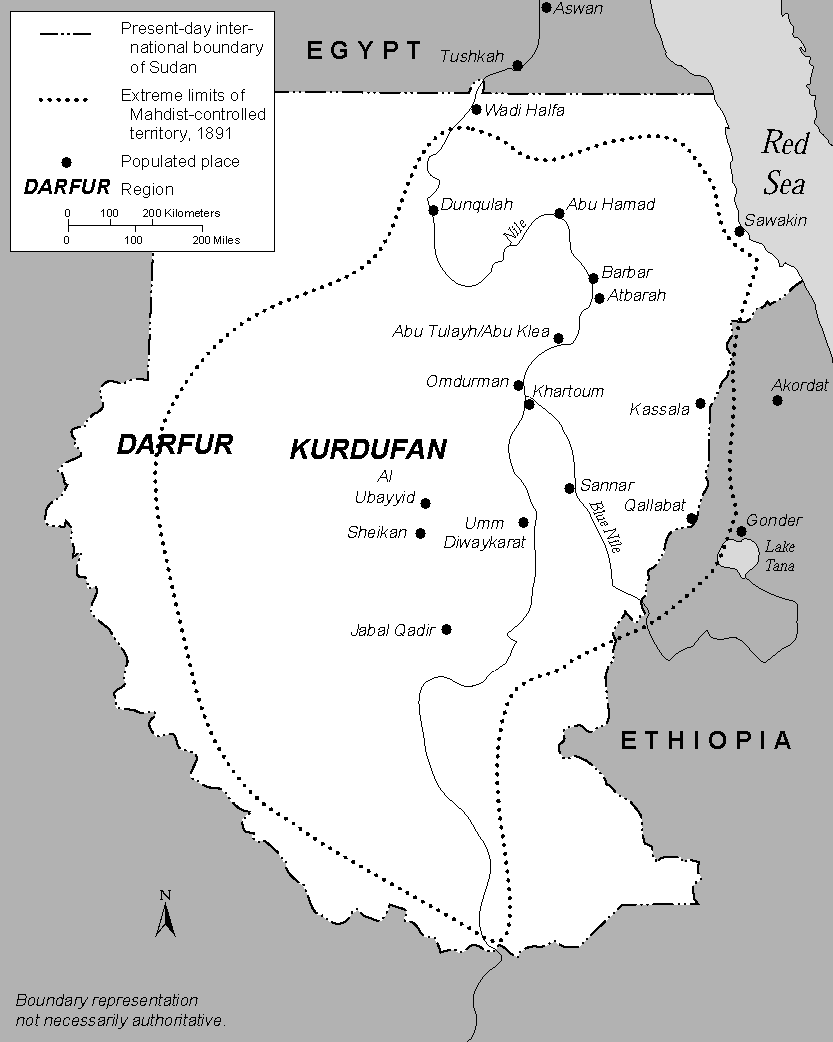
Lage von Barbar in den Grenzen Sudans von 1881–98

Barbar (arabisch بربر Barbar; Alternativschreibung Berber) ist eine Stadt im Sudan und Verwaltungssitz des gleichnamigen Distriktes Barbar.

## Lage
Die Stadt liegt auf der östlichen Seite des Nil im sudanesischen Bundesstaat Nahr an-Nil, rund 50 Kilometer nördlich von Atbara an der Straße Richtung Wadi Halfa und rund 300 Kilometer nordöstlich von Khartum. Durch Barbar führt auch die Bahnlinie zwischen Wadi Halfa und Khartum.

## Bevölkerung
Barbar hat 27.254 Einwohner (Berechnung 2010).
Bevölkerungsentwicklung:
| Jahr              | Einwohner |
| ----------------- | --------- |
| 1973 (Zensus)     | 11.303    |
| 1983 (Zensus)     | 14.425    |
| 2010 (Berechnung) | 27.254    |

## Geschichte
Die Stadt war Ausgangspunkt der alten Karawanenroute vom Nil durch die Nubische Wüste nach Sawakin am Roten Meer.
In der Zeit des Mahdi-Aufstandes hatte Berber eine hohe strategische Bedeutung. Die Mahdisten eroberten die Stadt am 20. Mai 1884. Damit wurde Khartum von der Versorgung aus Ägypten abgeschnitten. Die Briten versuchten ab 1885, von Sawakin aus über Barbar an den oberen Nil vordringen und eine Eisenbahn zur Verbindung dieser Orte zu bauen. 1886, nach der Fertigstellung von etwa 30 Kilometern wurde das Unternehmen jedoch aufgegeben.
Während Kitcheners Feldzug zur Rückeroberung des Sudans wurde im Juli 1897 eine Fliegende Kolonne unter General Hunter gebildet die Abu Hamed einnehmen sollte. Vom 29. Juli bis zum 7. August rückte diese Kolonne in Eilmärschen 133 Meilen durch die Wüste vor und konnte Abu Hamed vor den Entsatztruppen der Mahdisten erreichen. Der Scheich von Barber, Zeki Osman, evakuierte daraufhin am 24. August Barber, welches am 31. August von irregulären Kamelreitern der anglo-ägyptische Armee und am 5. September von Hunters Kolonne besetzt wurde.

## Söhne und Töchter der Stadt
- Mohammed Ahmed Mustafa al-Dabi (* 1948), sudanesischer General, Botschafter in Katar und Leiter der Beobachtermission der Arabischen Liga in Syrien